# Seaman-Drake-Bogen

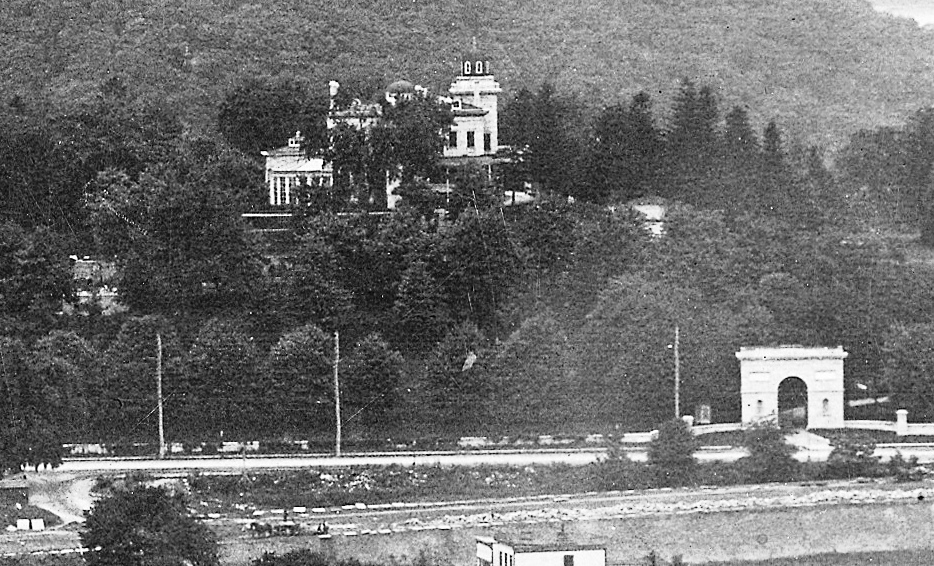
Seaman-Drake-Bogen (unten rechts) mit Herrenhaus im Isham Park, links vom Bogen der Broadway, rechts die West 216th Street, ganz hinten Inwood Hill Park, 1903

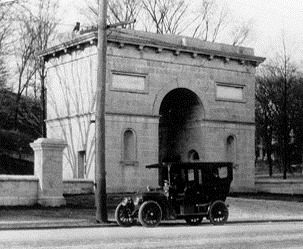
Das Tor, 1910

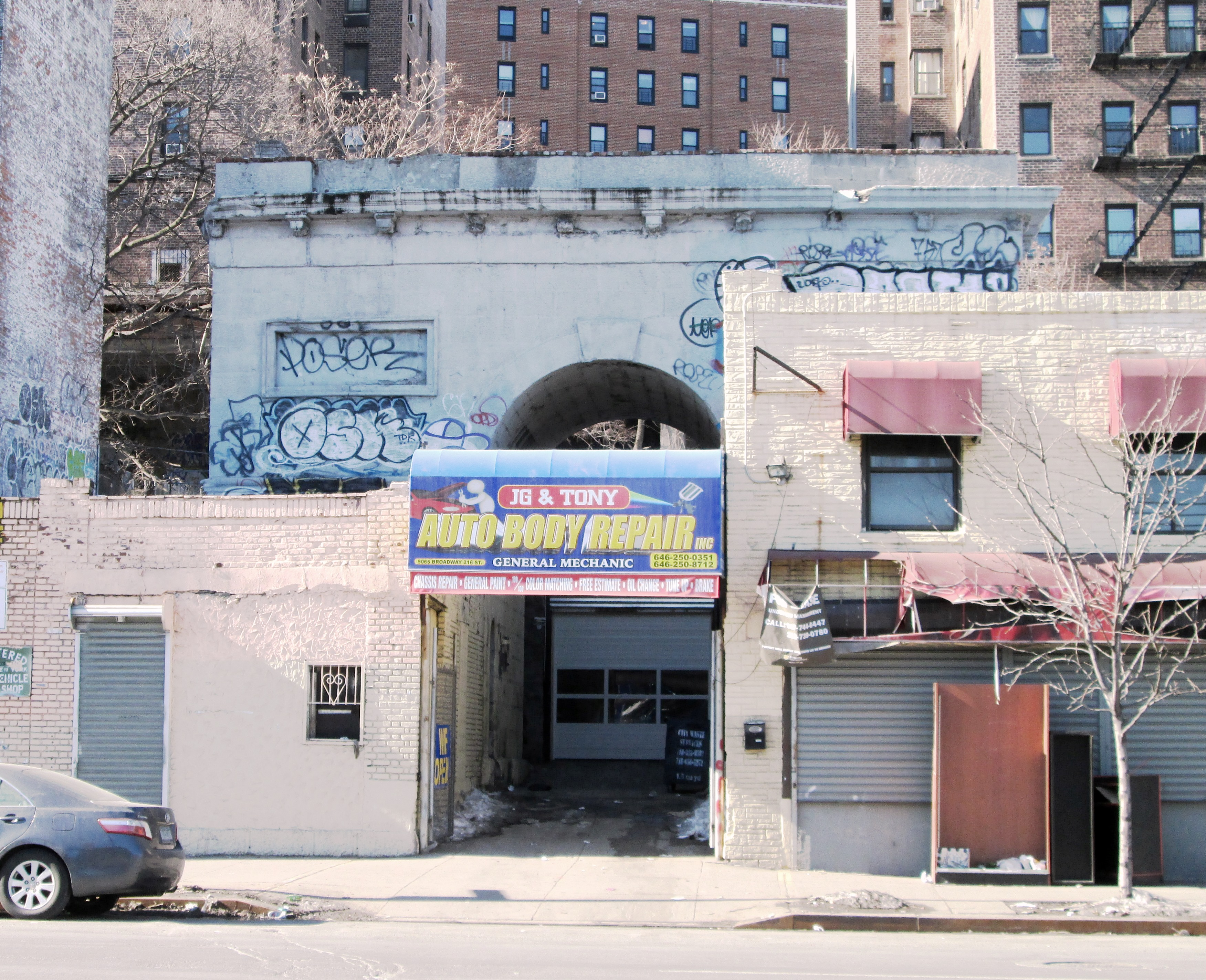
Das Tor von der gegenüberliegenden Straßenseite, 2015

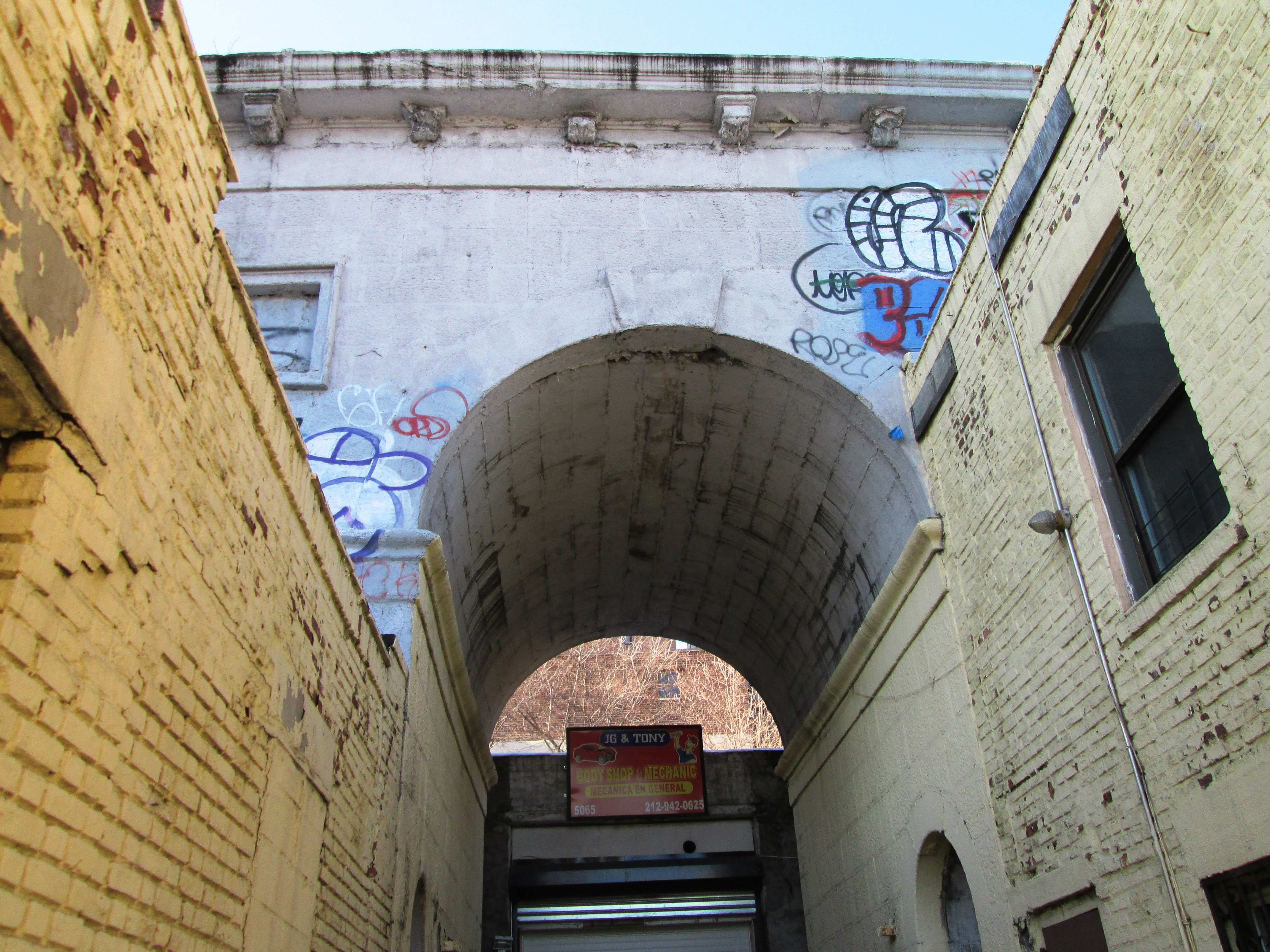
Das Tor von unten, 2015

Der Seaman-Drake-Bogen (englisch Seaman-Drake Arch, auch Inwood Arch) ist ein 1869 vollendeter Torbogen im New Yorker Stadtteil Inwood. Er steht am nördlichen Ende von Upper Manhattan – 500 Meter südlich der  Broadway Bridge am Broadway, gegenüber dem Beginn der West 216th Street. Er war das Einfahrtstor einer herrschaftlichen Gebäude- und Gartenanlage im Isham Park, dessen einstige Pracht heute nur noch zu erahnen ist. Heute (Stand 2025) befindet sich dort eine Autowerkstatt.

## Geschichte
Der Seaman-Drake-Bogen war das Eingangsportal des als Seamans Folly bezeichneten Schlosses aus weißem Marmor, das bis Mitte der 1850er Jahre von den Kindern Valentine Seamans (1770–1817) nach dessen Tod errichtet worden war. Die Familie selbst nannte es Mount Olympus on the Hudson auf dem seinerzeit als Tubby Hook bezeichneten Punkt der Carte de Cassini. Als Grund für den Bau wird das Gedenken an den Tod eines Pudels seiner Frau kolportiert. Kam man seinerzeit mit dem Zug von Norden über die Broadway Bridge, die damals noch Kingsbridge genannt wurde, so wie die ganze Gegend südlich des Harlem Rivers, und schaute nach rechts aus dem Fenster, war das Herrenhaus auf dem Hügel das erste, das man an Ingenieurkunst von New York erblicken konnte. 1869 wurde das Tor vollendet, nach Ansicht einiger Lokalhistoriker eine verkleinerte Nachbildung des Arc de Triomphe de l’Étoile in Paris.
Seaman war zu Ansehen und Vermögen gekommen durch seine Arbeit als Arzt, der das Gelbfieber in New York City kartierte und die Pockenimpfung in den Vereinigten Staaten einführte. Zu seinen Beiträgen zur öffentlichen Gesundheit gehört auch die Ausbildung von Frauen in Gesundheits- und Krankenpflege sowie im Hebammenwesen. Als Mitglied der New York Manumission Society setzte er sich für die Abschaffung der Sklaverei im Staat New York ein. Sein früher Tod wegen eigener Tuberkuloseerkrankung hinterließ seinen zehn Kindern ein großes Vermögen.
Nach dem Tod von John Ferris Seaman 1872 und seiner Frau Ann, geborene Drake, sechs Jahre später verkauften die übrigen Geschwister das 1851 erworbene Grundstück einschließlich der Villa. Von 1895 an war das Wohnhaus für ein Jahrzehnt das Klubhaus des Suburban Riding and Driving Club. Dieser vermögende Verein, der selbst auch Turniere ausrichtete, residierte zuvor im McCormick Mansion in der 172nd Street.
1905 wurde das Anwesen in Kingsbridge an den wohlhabenden Bauunternehmer Thomas Dwyer verkauft, der das Herrenhaus ganzjährig als Wohnhaus nutzte. In dem straßenseitig gelegenen Pförtnerhaus richtete er im Obergeschoss seine Büros ein. Eine Reporterin der New York World-Telegram, die 1933 den Immobilien-Chef dort besuchte, berichtete von einer Wendeltreppe, die in einen muffigen und dunklen Flur führte und schließlich in sein Büro überging, in dem er an einem alten Walnuss-Schreibtisch saß.
Die Stadt drang weiter nach Norden vor und veränderte ihre einst ländlichen in kommerzielle Strukturen. Die Kingsbridge Road wurde nach dem Ersten Weltkrieg in Broadway umbenannt, das ehemalige Torhaus mit billigen, niedrigen Backsteinbauten umbaut.  Dwyer verließ den Ort mit seiner Familie während der Weltwirtschaftskrise. 1938 wurde das Wohnhaus abgerissen, um Platz für einen großen Wohnblock zu schaffen, der Torbogen blieb erhalten. Nie wurde dieses Bauwerk staatlich erfasst oder unter Denkmalschutz gestellt. So war es sich selbst überlassen und verfiel langsam. In den 1970er Jahren brannte es aus und wurde durch die verschiedenen Interessen der wechselnden Besitzer weiter beschädigt.

## Bauwerk
Wie auch das Herrenhaus und die übrigen Nebengebäude war das Tor aus weißem Marmor erbaut worden, ein Bauwerk mit 40 Fuß Breite und 20 Fuß Tiefe (12,2 m × 6,1 m) sowie einer Höhe von dreieinhalb Stockwerken. „Inwood-Marmor, der Baustoff dieses Bogens, ist so porös, dass saurer Regen ihn auffrisst, und ein Großteil der ursprünglichen Struktur ist verschwunden. [An] eine[r] Stelle, an der vor Jahren jemand ein faustgroßes Stück Marmor abgehackt hatte, um einen Anker für eine schwere verzinkte Kette zu schaffen“, klafft heute (Stand 2025) ein faustgroßes Loch. Geht man heute (Stand 2025) auf dem Gehweg an dem Gebäude vorbei, ist das Tor kaum zu sehen, da es in der heutigen Gebäudeflucht einige Meter zurückliegt. Es ist das letzte Überbleibsel des prächtigen Seaman-Anwesens und scheint aus der Zeit gefallen zu sein.
Schon 1988 bemängelte der Journalist und Architekturhistoriker Christopher Gray in The New York Times, der Marmor zerfalle und bilde an den Stellen, an denen das Wasser tropft, kleine Stalaktiten. Dies führe zu einer schnellen Abnutzung und damit zur Zerstörung der gesamten Struktur. Das Überleben des Bogens in der sauren Atmosphäre von New York sei angezählt:

“Until it falls or is taken down, the venerable Seaman-Drake Arch will probably continue to serve as a gateway, though of a quite different sort than that originally imagined.”

„Bis er zusammenbricht oder abgerissen wird, wird der ehrwürdige Seaman-Drake Arch wahrscheinlich weiterhin als Tor dienen, wenn auch auf eine ganz andere Art, als man es sich ursprünglich vorgestellt hat.“